# Úgor
Úgor (en rus: Угор) és un poble de l'óblast de Vladímir, a Rússia, segons el cens del 2010 tenia 83 habitants. Pertany al districte municipal de Sóbinka.